# Charaxes chanleri
Charaxes chanleri är en fjärilsart som beskrevs av Holland 1896. Charaxes chanleri ingår i släktet Charaxes och familjen praktfjärilar. Inga underarter finns listade i Catalogue of Life.